# Luděk Novák
Luděk Novák ( 23. ledna 1929, Votice – 28. června 1978, Praha) byl historik umění, kurátor, estetik, kritik a fotograf.

## Život
V letech 1948–1952 studoval na Filozofické fakultě Univerzity Karlovy dějiny umění (prof. Jaroslav Pešina, Jaromír Neumann) a obhájil zde rigorózní práci Česká portrétní malba v období národního probuzení (1952, PhDr.) a kandidátskou dizertaci Česká portrétní malba 19. století (1961, CSc.).
Před rokem 1948 byl v kontaktu s okruhem spořilovských surrealistů. V letech 1953–1972 byl vědeckým pracovníkem Ústavu teorie a dějin umění ČSAV v Praze. V polovině 60. let byl jedním z iniciátorů vzniku Bloku tvůrčích skupin, od roku 1964 byl členem prezidia nově zvoleného Svazu československých výtvarných umělců a šéfredaktorem časopisu Výtvarné umění. Roku 1967 byl členem výstavní komise I. pražského salonu a roku 1970 komisařem čs. pavilónu na 35. benátském Bienále. Na počátku normalizace byl z ÚTDU ČSAV propuštěn. Do roku 1971 publikoval v časopisech Umění, Výtvarná práce, Výtvarné umění, Kulturní tvorba, Acta scaenographica, Estetika, dějiny a současnost, Sešity pro mladou literaturu, ad.
Partnerkou a spolupracovnicí Luďka Nováka byla teoretička umění Eva Petrová.

## Dílo
V 50. letech se zabýval malířstvím 19. století (Mánes, Machek, Švabinský, Horčička). Těžištěm jeho odborné práce je řada studií, zabývajících se teorií umění, které publikoval od poloviny 50. let až do roku 1972. Zaměřil se rovněž na generační hnutí a formování výtvarných skupin, zejména skupiny Trasa a s tím související teoretická východiska poválečného moderního umění.
Jeho nejrozsáhlejším dílem je kniha Století moderního malířství (1865–1965), vydaná roku 1968. Je autorem textů antologie 300 malířů, sochařů, grafiků 5 generací k 50 létům republiky (1968), spoluautorem Encyklopedie českého výtvarného umění (1975) a spolu s H. Volavkovou je rovněž autorem textů v knize Malé dějiny malířství (Orbis, 1971). I po propuštění z ÚTDU ČSAV pracoval nadále jako teoretik umění, ale jeho připravené rukopisy Teorie umění, Výtvarná estetika a studie o české výtvarné kritice 2. pol. 19. století nebyly publikovány. Posmrtně vyšly některé jeho texty jako hesla v Nové encyklopedii českého výtvarného umění (Academia, 1995).